# Мирненська селищна рада (Скадовський район)
Мирненська се́лищна ра́да — адміністративно-територіальна одиниця та орган місцевого самоврядування в Каланчацькому районі Херсонської області. Адміністративний центр — селище міського типу Мирне.

## Загальні відомості
Мирненська селищна рада утворена в 1964 році.
- Територія ради: 4,67 км²
- Населення ради: 2 143 особи (станом на 2001 рік)

## Населені пункти
Селищній раді підпорядковані населені пункти:
- смт Мирне

## Склад ради
Рада складається з 20 депутатів та голови.
- Голова ради: Реут Анжела Анатоліївна
- Секретар ради: Калініна Ірина Сергіївна

### Керівний склад попередніх скликань
| Прізвище, ім'я, по батькові | Основні відомості                                                                    | Дата обрання | Дата звільнення |
| --------------------------- | ------------------------------------------------------------------------------------ | ------------ | --------------- |
| Галушка Віктор Васильович   | Селищний голова, 1953 року народження, член Всеукраїнського об'єднання «Батьківщина» | 26.03.2006   | 01.02.2008      |
| Реут Анжела Анатоліївна     | Селищний голова, 1964 року народження, освіта середня спеціальна, позапартійна       | 30.11.2008   | 31.10.2010      |
| Реут Анжела Анатоліївна     | Селищний голова, 1964 року народження, освіта середня спеціальна                     | 31.10.2010   |                 |

Примітка: таблиця складена за даними сайту Верховної Ради України

### Депутати
За результатами місцевих виборів 2010 року депутатами ради стали:

#### За суб'єктами висування
| Суб'єкт висування           | Кількість обраних депутатів | %  |
| --------------------------- | --------------------------- | -- |
| Партія регіонів             | 9                           | 45 |
| Самовисування               | 6                           | 30 |
| Комуністична партія України | 5                           | 25 |

#### За округами
| № округу                    | Прізвище, ім'я, по батькові      | Дата визнання обраним | Освіта             | Партійна приналежність            | Відомості про обраного депутата                                                             |
| --------------------------- | -------------------------------- | --------------------- | ------------------ | --------------------------------- | ------------------------------------------------------------------------------------------- |
| Комуністична партія України |                                  |                       |                    |                                   |                                                                                             |
| 1                           | Мельниченко Віктор Іванович      | 04.11.2010            | середня            | член Комуністичної партії України | ВАТ «Каланчацький комбінат хлібопродуктів», слюсар                                          |
| 4                           | Мельник Людмила Федорівна        | 15.11.2010            | середня            | член Комуністичної партії України | ВАТ «Каланчацький КХП», апаратник круп'яного виробництва                                    |
| 9                           | Мельник Сергій Павлович          | 04.11.2010            | вища               | член Комуністичної партії України | Одеська залізниця, електромонтер                                                            |
| 18                          | Галаженко Любов Тихонівна        | 04.11.2010            | середня            | член Комуністичної партії України | пенсіонер                                                                                   |
| 19                          | Полякова Тетяна Сергіївна        | 04.11.2010            | вища               | член Комуністичної партії України | пенсіонер                                                                                   |
| Партія регіонів             |                                  |                       |                    |                                   |                                                                                             |
| 6                           | Коваленко Ірина Олексіївна       | 04.11.2010            | середня спеціальна | член Партії регіонів              | Мирненська загальноосвітня школа I-III ст., вчитель                                         |
| 7                           | Панченко Тетяна Сергіївна        | 04.11.2010            | середня спеціальна | член Партії регіонів              | ВАТ «Каланчацький комбінат хлібопродуктів», юрисконсульт                                    |
| 8                           | Протопопова Валентина Миколаївна | 04.11.2010            | вища               | член Партії регіонів              | пенсіонер                                                                                   |
| 11                          | Першина Майя Георгіївна          | 04.11.2010            | середня            | член Партії регіонів              | Мирненська селищна рада, бухгалтер                                                          |
| 13                          | Клочкова Ольга Анатоліївна       | 04.11.2010            | вища               | член Партії регіонів              | Мирненська лікарняна амбулаторія, лікар-терапевт                                            |
| 14                          | Ільющиць Микола Іванович         | 04.11.2010            | середня спеціальна | член Партії регіонів              | ВАТ «Каланчацький комбінат хлібопродуктів», інженер з техніки безпеки                       |
| 15                          | Слідкевич Олег Володимирович     | 04.11.2010            | середня спеціальна | позапартійний                     | тимчасово не працює                                                                         |
| 17                          | Кифорук Світлана Іванівна        | 04.11.2010            | середня спеціальна | член Партії регіонів              | Мирненська лікарняна амбулаторія, фельдшер-акушер                                           |
| 20                          | Тимошенко Людмила Михайлівна     | 04.11.2010            | середня            | член Партії регіонів              | пенсіонер                                                                                   |
| Самовисування               |                                  |                       |                    |                                   |                                                                                             |
| 2                           | Федоренко Валентина Іванівна     | 04.11.2010            | вища               | позапартійна                      | Мирненська загальноосвітня школа I-III ст., заступник директора з навчально-виховної роботи |
| 3                           | Данілевич Валентина Гаврилівна   | 04.11.2010            | середня спеціальна | позапартійна                      | пенсіонер                                                                                   |
| 5                           | Машкіна Наталя Василівна         | 04.11.2010            | вища               | позапартійна                      | Мирненська загальноосвітня школа I-III ст., вчитель                                         |
| 10                          | Обух Ірина Миколаївна            | 04.11.2010            | вища               | позапартійна                      | Мирненська загальноосвітня школа I-III ст., заступник директора з виховної роботи           |
| 12                          | Жук Сергій Михайлович            | 04.11.2010            | вища               | позапартійний                     | Мирненська загальноосвітня школа I-III ст., вчитель                                         |
| 16                          | Калініна Ірина Сергіївна         | 04.11.2010            | вища               | позапартійна                      | Мирненська селищна рада, соціальний працівник                                               |